# Борок (Ивановская область)
Борок — село в Южском районе Ивановской области России, входит в состав Холуйского сельского поселения.

## География
Село расположено в 1,5 км на север от центра поселения села Холуй и в  км на запад от райцентра города Южа.

## История
Борковская пустынь была основана около 1650 года по завещанию князя Д.М. Пожарского его сыном И.Д. Пожарским. Первоначально все постройки были деревянными, и по главному храму пустынь именовалась Борковской Николаевской. После пожара в середине 18 века пустынь в 1764 году упразднили. Однако уже в следующем году она была возобновлена «тщанием» астраханского епископа Мефодия, уроженца Холуя, который тогда же (1765) на свои средства выстроил теплый каменный храм Троицы. В 1774 году сооружен летний каменный соборный храм, получивший название Троицкого, а теплый был переименован в Казанский (в связи с этим с 1787 года пустынь стали называть Борковской Троицкой). В 60-70-е годы 18 века из кирпича построены одноэтажный настоятельский корпус и ограда с тремя воротами и башнями на углах. В 1853 году пустынь сделали общежительной и в ней возвели (до 1868) братский корпус и ряд хозяйственных построек, над настоятельским корпусом надстроили второй деревянный этаж, а к собору пристроили новую трапезную. На рубеже 19-20 веков соорудили новую монастырскую ограду, а в северной части территории, неподалеку от ворот, поставили еще один жилой корпус, возможно использовавшийся как гостиница. В настоящее время разобраны барабаны с главами храмов, верхний ярус шатровой колокольни Казанской церкви; утрачен ряд хозяйственных построек.
В конце XIX — начале XX века в Борковской пустыни находился мужской монастырь, она входила в состав Холуйской волости Вязниковского уезда Владимирской губернии. В 1905 году в ней было 4 двора.
С 1942 года в постройках Борковской пустыни размещался Холуйский детский дом. В октябре 1977 года Холуйский детский дом получает статус специального (коррекционного) для детей с отклонениями в развитии и становится первым в Ивановской области таким учреждением.

## Население
| 1905 |
| ---- |
| 12   |

| 1905 | 2010 |
| ---- | ---- |
| 12   | ↗49  |

## Достопримечательности
В селе находятся недействующие Собор Троицы Живоначальной и Церковь Казанской иконы Божией Матери.